# Olle Åhlund
Sten Olov Åhlund (Degerfors, 22 agosto 1920 – Degerfors, 11 febbraio 1996) è stato un calciatore e allenatore di calcio svedese, di ruolo difensore.

## Carriera
Vinse il Guldbollen nel 1951.